# Gârbești (okręg Botoszany)
Gârbești – wieś w Rumunii, w okręgu Botoszany, w gminie Todireni. W 2011 roku liczyła 116 mieszkańców.